# Constanța Dunca-Schiau
Constanța Dunca-Schiau, född 1843, död 1923, var en rumänsk feminist.  
Hon utgav den första feministiska tidskriften, Amicul familiei (1863–1865), i Bukarest.